# Niccolò Pisilli
Niccolò Pisilli (Roma, Italia, 23 de septiembre de 2004) es un futbolista italiano que juega de centrocampista en la A. S. Roma de la Serie A.

## Selección nacional
El 10 de octubre de 2024 hizo su debut con la selección de Italia en un encuentro de la Liga de Naciones de la UEFA 2024-25 frente a Bélgica que finalizó en emapte a dos.

## Estadísticas

### Clubes
Actualizado al último partido disputado el 7 de noviembre de 2024.
| Club                | Div.          | Temporada     | Liga  | Liga  | Liga   | Copas nacionales | Copas nacionales | Copas nacionales | Copas internacionales | Copas internacionales | Copas internacionales | Total | Total | Total  |
| Club                | Div.          | Temporada     | Part. | Goles | Asist. | Part.            | Goles            | Asist.           | Part.                 | Goles                 | Asist.                | Part. | Goles | Asist. |
| ------------------- | ------------- | ------------- | ----- | ----- | ------ | ---------------- | ---------------- | ---------------- | --------------------- | --------------------- | --------------------- | ----- | ----- | ------ |
| A. S. Roma · Italia | 1.ª           | 2022-23       | 1     | 0     | 0      | 0                | 0                | 0                | —                     | —                     | —                     | 1     | 0     | 0      |
| A. S. Roma · Italia | 1.ª           | 2023-24       | 1     | 0     | 0      | 0                | 0                | 0                | 1                     | 1                     | 0                     | 1     | 0     | 0      |
| A. S. Roma · Italia | 1.ª           | 2024-25       | 8     | 1     | 0      | 0                | 0                | 0                | 4                     | 0                     | 0                     | 12    | 1     | 0      |
| A. S. Roma · Italia | Total club    | Total club    | 10    | 1     | 0      | 0                | 0                | 0                | 5                     | 1                     | 0                     | 15    | 2     | 0      |
| Total carrera       | Total carrera | Total carrera | 10    | 1     | 0      | 0                | 0                | 0                | 5                     | 1                     | 0                     | 15    | 2     | 0      |